# Fédération des industries ferroviaires
Pour les articles homonymes, voir FIF.
La Fédération des industries ferroviaires ou FIF est un organisme français regroupant plus de quatre-vingts entreprises du secteur ferroviaire.

## Présentation
Créée en 1963, elle a essentiellement pour rôle de faire du lobbying.
Elle prend la suite de la Chambre syndicale des fabricants et des constructeurs de matériel pour chemins de fer et tramways, créée le 4 mai 1899 par un groupe d'industriels autour d'Edmond Duval, administrateur général de Fives-Lille. Les initiateurs ne se trouvaient alors pas suffisamment accompagnés par le Comité des forges, dont ils étaient membres. Duval en prend à la fondation la présidence et Robert Pinot en devient le premier secrétaire général. Elle adoptera rapidement une direction et un siège communs avec l'Union des industries métallurgiques et minières (UIMM), le Comité des forges, la Chambre syndicale des constructeurs de navires et de machines et celle des fabricants et constructeurs de matériel de guerre, à travers notamment leurs dirigeants communs Edmond Duval, Robert Pinot, Robert de Nervo ou bien Florent Antoine Guillain. En 1908, le groupe était composé de la Société alsacienne de constructions mécaniques, de la Société de construction des Batignolles, de Schneider et Cie, de la Société franco-belge, de Fives-Lille et de la Société française de constructions mécaniques.
Les entreprises adhérentes recouvrent l'ensemble du secteur industriel ferroviaire : constructeurs de matériel roulant, équipementiers, industries de la voie et de la signalisation, ensembliers, maintenance et réparation.
Elle est membre fondateur de Certifer.

## Anciens présidents
- 1899-1904 : Edmond Duval (avec Robert Pinot comme secrétaire général)
- 1904- : Florent Antoine Guillain
- 1917-1921 : Gaston Goüin
- 1921- : Léon Dardel
- Petel
- 1963-1996 : Pierre Sudreau
- 1996-2000 : Jacques Douffiagues[2]
- 2001-2005 : Jean-Claude Berthod
- 2005-2007 : Jean-Marie Bockel
- 2007-2009 : Christian Philip
- 2009-2023 : Louis Nègre
- 2024- : Patrick Jeantet

## Sources
- Danièle Fraboulet, Quand les patrons s'organisent: Stratégies et pratiques de l'UIMM 1901-1950, Presses Univ. Septentrion, 2007
- Danièle Fraboulet, L'Union des industries métallurgiques et minières : Organisation, stratégies et pratiques du patronat métallurgique (1901-1940), 2012
- André François-Poncet, La vie et l'œuvre de Robert Pinot, Paris, Armand Colin, 192